# Харис Берковић
Харис Берковић (Градачац, 9. јун 1994) босанскохерцеговачки је поп-фолк певач и победник девете сезоне Звезде Гранда.

## Биографија
Каријеру је започео 2015. године када је победио у "Звездама Гранда" и тиме је стекао право на две песме од Гранд продукције које се зову Кад сам био њен и Хеј, љубави моја. Године 2016, избацио је сингл Једна горе, једна доле и урадио је дуете са Радом Манојловић Бисери и свила и Пусти ноћи нека боле. Наредне године је објавио песму Проклета, а у октобру 2017. и песму Магла чији је спот радила IDJ продукција. У 2018. години снимио је песму Лош која је модерног стила.
Харис је у вези са Радом Манојловић. Медији су више пута објављивали да су раскинули због Харисове невере, али певач то није коментарисао.

## Дискографија

### Синглови
- Кад сам био њен (2015)
- Хеј, љубави моја (2015)
- Једна горе, једна доле (2016)
- Бисери и свила (дует са Радом Манојловић) (2016)
- Пусти ноћи нека боле (дует са Радом Манојловић) (2016)
- Проклета (2017)
- Магла (2017)
- Лош (2018)
- Нећу више да се кријем (дует са Моником Ивкић) (2019)
- Такви се траже (са Рејзор и Хаки) (2023)

### Спотови
| Спот                   | Година | Режисер             |
| ---------------------- | ------ | ------------------- |
| Бисери и свила         | 2016   | TOXIC ENTERTAINMENT |
| Пусти ноћи нека боле   | 2016   | CODE                |
| Проклета               | 2017   |                     |
| Магла                  | 2017   | Харис Дубица        |
| Лош                    | 2018   | daVideo             |
| (дует са Моника Ивкић) | 2019   | DM Sat              |